# 部分多元環
数学における体上の多元環（あるいは環上の多元環）の部分多元環（ぶぶんたげんかん、英: subalgebra）または部分代数とは、その線型部分空間であってかつ乗法について閉じている部分集合を言う。すなわち、演算をその上に制限すれば、それ自身が同じ体（あるいは環）上の多元環を成す。この概念は結合多元環やリー代数のように乗法がさらにいくつかの性質を満たすような特別の多元環に対してもそれぞれ特殊化して考えることができる。単に環と見做したとき乗法単位元をもつ単位的多元環に対しては、単位的部分多元環という、もとの多元環と乗法単位元を共有することを仮定するさらに強い概念も考えることができる。

## 例
実数を成分にもつ 2 次正方行列全体 A は通常の行列の和・積・スカラー倍に関して実数体上の単位的多元環を成す。対角線上の左上を除く全ての成分が 0 の 2 次正方行列全体 B はその部分多元環になる。この部分多元環はそれ自身単位的多元環となるけれども、単位的部分多元環ではない。
{\displaystyle 1_{A}={\begin{pmatrix}1&0\\0&1\end{pmatrix}}\neq {\begin{pmatrix}1&0\\0&0\end{pmatrix}}=1_{B}}